# Xanh da trời và xanh lá cây
Xanh da trời và xanh lá cây (tiếng Nga: Голубое и зелёное) là một truyện ngắn lãng mạn của nhà văn Yury Kazakov, ra đời năm 1963.